# NES Advantage
 (février 2024).
Si vous disposez d'ouvrages ou d'articles de référence ou si vous connaissez des sites web de qualité traitant du thème abordé ici, merci de compléter l'article en donnant les références utiles à sa vérifiabilité et en les liant à la section « Notes et références ».
Le NES Advantage est un joystick de type arcade développé pour la console Nintendo Entertainment System et vendu à partir de 1987. Ce joystick est censé reposer sur une surface plane afin d'offrir un meilleur confort de jeu (sur une table ou sur le sol). Ainsi positionné celui-ci peut être utilisé comme le joystick d'un jeu d'arcade, avec une main utilisant le stick et l'autre appuyant sur les boutons.
L'Advantage disposait d'un mode turbo (également appelé auto-fire) dont la vitesse était variable, ainsi qu'un mode ralenti (qui permettait d'émuler la pression rapide du bouton Start, afin de mettre le jeu en pause de manière répétée, et ainsi ralentir la vitesse de certains jeux).
En outre, l'Advantage accordait la possibilité de l'utiliser à tour de rôle par simple déplacement d'un curseur sur le pad (utile pour des jeux joués alternativement comme Super Mario Bros. ou Track and Field II)[pas clair]. Cependant ce joystick était connu comme étant très fragile, notamment au niveau des boutons ayant tendance à se coincer[réf. souhaitée].

## Mode ralenti
Peu commun à l'époque, le mode ralenti était une des principales caractéristiques du NES Advantage : il fonctionnait par l'activation très rapide du bouton start, mettant le jeu en pause pendant un très court laps de temps. Même si cela ralentissait effectivement certains jeux, le procédé était inefficace pour les jeux n'exploitant pas le bouton start. L'autre inconvénient était le clignotement extrêmement rapide pouvant se produire durant son utilisation, susceptible de provoquer des crises d'épilepsies. De plus, le mode ralenti était inutilisable dans les jeux faisant apparaître un menu via le bouton start, comme la série des Mega Man et la plupart des RPG.

## Divers
- Le joystick fait une brève apparition dans le film SOS Fantômes 2, où celui-ci est modifié afin de contrôler la statue de la Liberté.
- Le NES Advantage a servi de modèle et de base pour son équivalent Super Nintendo : le Super Advantage.